# 世界斯诺克锦标赛冠军

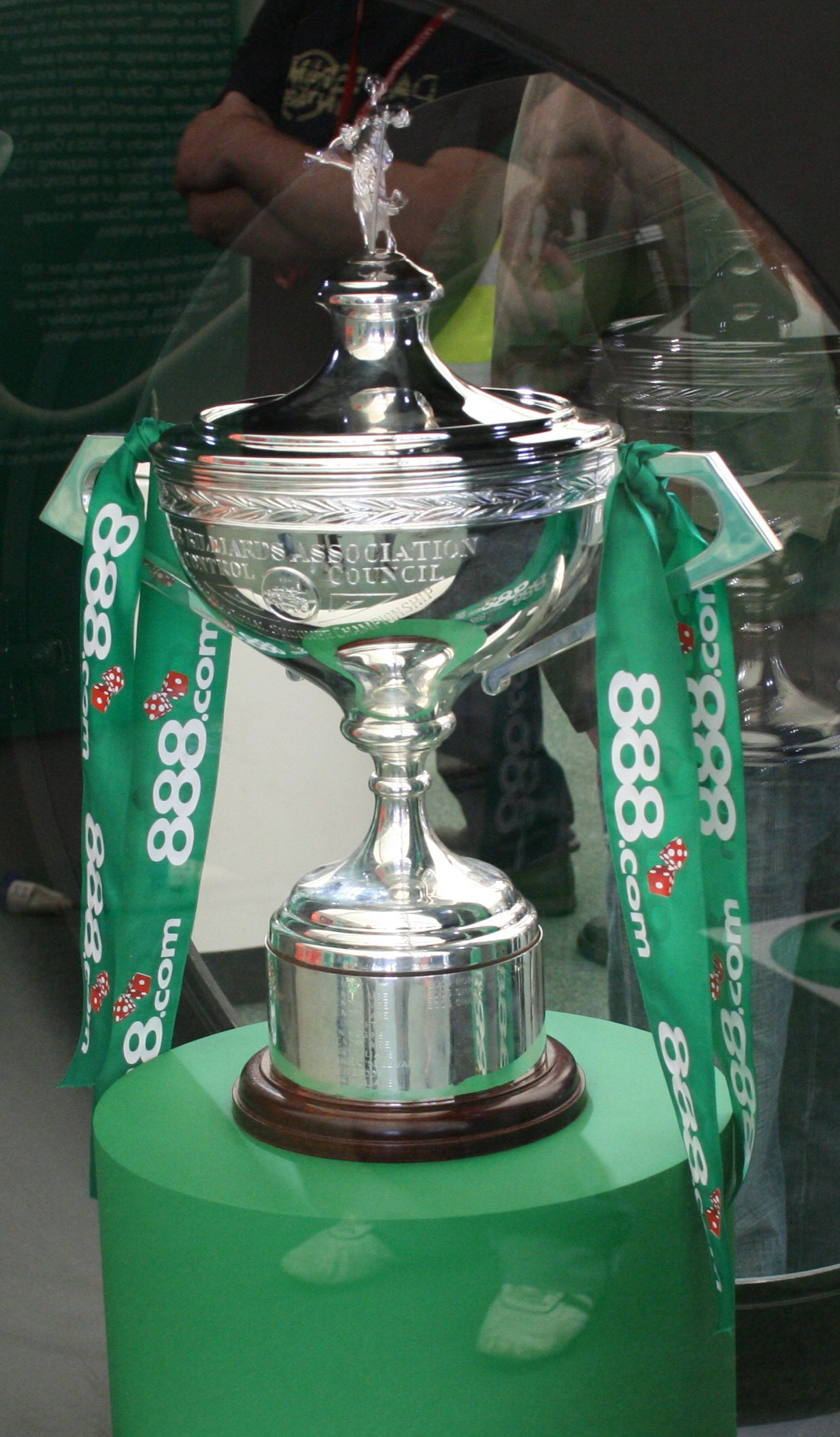
世界斯诺克锦标赛奖杯

世界斯诺克锦标赛始于1927年，每年举办一次，是斯诺克三大赛之一。赛事目前在4月底和5月初进行，为期17天，自1977年起在英国谢菲尔德的克鲁西布剧院进行比赛。1941年至1945年期间，因第二次世界大战爆发比赛中断，1958年至1963年期间，由于球员兴趣下降，赛事没有举行。
目前赛事由世界职业台球与斯诺克协会（WPBSA）组织举办。在WPBSA1968年接管比赛之前，赛事由台球协会和控制委员会（BACC）组织，但在1952年至1957年之间，职业台球运动员协会（PBPA）与BACC发生纠纷，自己单独举办了世界职业对抗赛（World Professional Match-play Championship）。
世界斯诺克锦标赛上最成功的选手是乔·戴维斯，他在1927年至1946年间连续赢得了15个冠军。现代斯诺克的记录通常从1969年重新引入淘汰赛的赛制开始计算，现纪录保持者由史蒂芬·亨得利和罗尼·奥沙利文共同保持，两人都赢得了7次冠军。

## 历届冠军
本表列出历届世界斯诺克锦标赛冠军。
| 赛制                                                        | 举办方                                                         |
| ----------------------------------------------------------- | -------------------------------------------------------------- |
| 淘汰赛（†）                                                 | 台球协会和控制委员会 Billiards Association and Control Council |
| 挑战赛（†）                                                 | 台球协会和控制委员会 Billiards Association and Control Council |
| 世界职业对抗赛 World Professional Match-play Championship ◊ | 职业台球运动员协会 Professional Billiards Players' Association |
| 挑战赛（‡）                                                 | 台球协会和控制委员会 Billiards Association and Control Council |
| 淘汰赛                                                      | 世界职业台球与斯诺克协会                                       |

| 年份                    | 冠军                        | 决赛对手                    | 决赛比分 | 赛季      | 比赛场馆                          |
| ----------------------- | --------------------------- | --------------------------- | -------- | --------- | --------------------------------- |
| 1927†                   | 乔·戴维斯（英格兰）         | 汤姆·丹尼斯（英格兰）       | 20–11    | 不适用    | 伯明罕卡姆金大厅                  |
| 1928†                   | 乔·戴维斯（英格兰）         | 弗雷德·劳伦斯（英格兰）     | 16–13    | 不适用    | 伯明罕卡姆金大厅                  |
| 1929†                   | 乔·戴维斯（英格兰）         | 汤姆·丹尼斯（英格兰）       | 19–14    | 不适用    | 諾丁漢Lounge Hall                 |
| 1930†                   | 乔·戴维斯（英格兰）         | 汤姆·丹尼斯（英格兰）       | 25–12    | 不适用    | 倫敦瑟斯顿大厅                    |
| 1931†                   | 乔·戴维斯（英格兰）         | 汤姆·丹尼斯（英格兰）       | 25–21    | 不适用    | 諾丁漢Lounge Hall                 |
| 1932†                   | 乔·戴维斯（英格兰）         | 克拉克·麦康纳奇（新西兰）   | 30–19    | 不适用    | 倫敦瑟斯顿大厅                    |
| 1933†                   | 乔·戴维斯（英格兰）         | 威利·史密斯（英格兰）       | 25–18    | 不适用    | 切斯特菲爾德乔戴维斯中心          |
| 1934†                   | 乔·戴维斯（英格兰）         | 汤姆·纽曼（英格兰）         | 25–22    | 不适用    | 諾丁漢Lounge Hall、凱特靈中央大廳 |
| 1935†                   | 乔·戴维斯（英格兰）         | 威利·史密斯（英格兰）       | 25–20    | 不适用    | 倫敦瑟斯顿大厅                    |
| 1936†                   | 乔·戴维斯（英格兰）         | 霍瑞斯·林德勒姆（澳大利亚） | 34–27    | 不适用    | 倫敦瑟斯顿大厅                    |
| 1937†                   | 乔·戴维斯（英格兰）         | 霍瑞斯·林德勒姆（澳大利亚） | 32–29    | 不适用    | 倫敦瑟斯顿大厅                    |
| 1938†                   | 乔·戴维斯（英格兰）         | 西德尼·史密斯（英格兰）     | 37–24    | 不适用    | 倫敦瑟斯顿大厅                    |
| 1939†                   | 乔·戴维斯（英格兰）         | 西德尼·史密斯（英格兰）     | 43–30    | 不适用    | 倫敦瑟斯顿大厅                    |
| 1940†                   | 乔·戴维斯（英格兰）         | 佛雷德·戴維斯（英格兰）     | 37–36    | 不适用    | 倫敦瑟斯顿大厅                    |
| 1941年-1945年间比赛中断 |                             |                             |          |           |                                   |
| 1946†                   | 乔·戴维斯（英格兰）         | 霍瑞斯·林德勒姆（澳大利亚） | 78–67    | 不适用    | 倫敦林德利大廳                    |
| 1947†                   | 沃爾特·唐納森（蘇格蘭）     | 佛雷德·戴維斯（英格兰）     | 82–63    | 不适用    | 倫敦莱斯特广场大厅                |
| 1948†                   | 佛雷德·戴維斯（英格兰）     | 沃爾特·唐納森（蘇格蘭）     | 84–61    | 不适用    | 倫敦莱斯特广场大厅                |
| 1949†                   | 佛雷德·戴維斯（英格兰）     | 沃爾特·唐納森（蘇格蘭）     | 80–65    | 不适用    | 倫敦莱斯特广场大厅                |
| 1950†                   | 沃爾特·唐納森（蘇格蘭）     | 佛雷德·戴維斯（英格兰）     | 51–46    | 不适用    | 布莱克浦布莱克浦塔                |
| 1951†                   | 佛雷德·戴維斯（英格兰）     | 沃爾特·唐納森（蘇格蘭）     | 58–39    | 不适用    | 布莱克浦布莱克浦塔                |
| 1952†                   | 霍瑞斯·林德勒姆（澳大利亚） | 克拉克·麦康纳奇（新西兰）   | 94–49    | 不适用    | 曼徹斯特霍尔兹沃思大厅            |
| 1952◊                   | 佛雷德·戴維斯（英格兰）     | 沃爾特·唐納森（蘇格蘭）     | 38–35    | 不适用    | 布莱克浦布莱克浦塔                |
| 1953◊                   | 佛雷德·戴維斯（英格兰）     | 沃爾特·唐納森（蘇格蘭）     | 37–34    | 不适用    | 倫敦莱斯特广场大厅                |
| 1954◊                   | 佛雷德·戴維斯（英格兰）     | 沃爾特·唐納森（蘇格蘭）     | 45–26    | 不适用    | 曼徹斯特霍尔兹沃思大厅            |
| 1955◊                   | 佛雷德·戴維斯（英格兰）     | 約翰·普爾曼（英格兰）       | 38–35    | 不适用    | 布莱克浦布莱克浦塔                |
| 1956◊                   | 佛雷德·戴維斯（英格兰）     | 約翰·普爾曼（英格兰）       | 38–35    | 不适用    | 布莱克浦布莱克浦塔                |
| 1957◊                   | 約翰·普爾曼（英格兰）       | 杰基·雷亚（北爱尔兰）       | 39–34    | 不适用    | 澤西圣赫利尔澤西撞球協會比賽室    |
| 1958年-1963年间比赛中断 |                             |                             |          |           |                                   |
| 1964‡                   | 約翰·普爾曼（英格兰）       | 佛雷德·戴維斯（英格兰）     | 19–16    | 不适用    | 倫敦巴勒斯大厅                    |
| 1964‡                   | 約翰·普爾曼（英格兰）       | 雷克斯·威廉士（英格兰）     | 40–33    | 不适用    | 倫敦巴勒斯大厅                    |
| 1965‡                   | 約翰·普爾曼（英格兰）       | 佛雷德·戴維斯（英格兰）     | 37–36    | 不适用    | 倫敦巴勒斯大厅                    |
| 1965‡                   | 約翰·普爾曼（英格兰）       | 雷克斯·威廉士（英格兰）     | 25–22    | 不适用    | 南非                              |
| 1965‡                   | 約翰·普爾曼（英格兰）       | 弗雷德·范伦斯堡（南非）     | 39–12    | 不适用    | 南非                              |
| 1966‡                   | 約翰·普爾曼（英格兰）       | 佛雷德·戴維斯（英格兰）     | 5–2      | 不适用    | 利物浦圣乔治大厅                  |
| 1968‡                   | 約翰·普爾曼（英格兰）       | 埃迪·查尔顿（澳大利亚）     | 39–34    | 不适用    | 博爾頓Co-operative Hall           |
| 1969                    | 約翰·史賓塞（英格兰）       | 加里·欧文（威尔士）         | 37–24    | 1968–69   | 倫敦维多利亚大樓                  |
| 1970                    | 雷·里尔顿（威尔士）         | 約翰·普爾曼（英格兰）       | 37–33    | 1969–70   | 倫敦维多利亚大樓                  |
| 1971                    | 約翰·史賓塞（英格兰）       | Warren Simpson（澳大利亚）  | 37–29    | 1970–71   | 悉尼雪佛龙酒店                    |
| 1972                    | 亞歷克斯·希金斯（北爱尔兰） | 約翰·史賓塞（英格兰）       | 37–32    | 1971–72   | 伯明罕塞利公园                    |
| 1973                    | 雷·里尔顿（威尔士）         | 埃迪·查尔顿（澳大利亚）     | 38–32    | 1972–73   | 曼徹斯特City Exhibition Hall      |
| 1974                    | 雷·里尔顿（威尔士）         | 格雷厄姆·迈尔斯（英格兰）   | 22–12    | 1973–74   | 曼徹斯特贝尔维体育场              |
| 1975                    | 雷·里尔顿（威尔士）         | 埃迪·查尔顿（澳大利亚）     | 31–30    | 1974–75   | 墨爾本努纳瓦丁篮球中心            |
| 1976                    | 雷·里尔顿（威尔士）         | 亞歷克斯·希金斯（北爱尔兰） | 27–16    | 1975–76   | 曼徹斯特威森肖论坛                |
| 1977                    | 約翰·史賓塞（英格兰）       | 克里夫·索本（加拿大）       | 25–21    | 1976–77   | 雪菲爾克鲁西布剧院                |
| 1978                    | 雷·里尔顿（威尔士）         | 佩里埃·曼斯（南非）         | 25–18    | 1977–78   | 雪菲爾克鲁西布剧院                |
| 1979                    | 泰瑞·格里菲斯（威尔士）     | 丹尼斯·泰勒（北爱尔兰）     | 24–16    | 1978–79   | 雪菲爾克鲁西布剧院                |
| 1980                    | 克里夫·索本（加拿大）       | 亞歷克斯·希金斯（北爱尔兰） | 18–16    | 1979–80   | 雪菲爾克鲁西布剧院                |
| 1981                    | 史蒂夫·戴维斯（英格兰）     | 道格·蒙特乔（威尔士）       | 18–12    | 1980–81   | 雪菲爾克鲁西布剧院                |
| 1982                    | 亞歷克斯·希金斯（北爱尔兰） | 雷·里尔顿（威尔士）         | 18–15    | 1981–82   | 雪菲爾克鲁西布剧院                |
| 1983                    | 史蒂夫·戴维斯（英格兰）     | 克里夫·索本（加拿大）       | 18–6     | 1982–83   | 雪菲爾克鲁西布剧院                |
| 1984                    | 史蒂夫·戴维斯（英格兰）     | 吉米·怀特（英格兰）         | 18–16    | 1983–84   | 雪菲爾克鲁西布剧院                |
| 1985                    | 丹尼斯·泰勒（北爱尔兰）     | 史蒂夫·戴维斯（英格兰）     | 18–17    | 1984–85   | 雪菲爾克鲁西布剧院                |
| 1986                    | 乔·约翰逊（英格兰）         | 史蒂夫·戴维斯（英格兰）     | 18–12    | 1985–86   | 雪菲爾克鲁西布剧院                |
| 1987                    | 史蒂夫·戴维斯（英格兰）     | 乔·约翰逊（英格兰）         | 18–14    | 1986–87   | 雪菲爾克鲁西布剧院                |
| 1988                    | 史蒂夫·戴维斯（英格兰）     | 泰瑞·格里菲斯（威尔士）     | 18–11    | 1987–88   | 雪菲爾克鲁西布剧院                |
| 1989                    | 史蒂夫·戴维斯（英格兰）     | 約翰·帕洛特（英格兰）       | 18–3     | 1988–89   | 雪菲爾克鲁西布剧院                |
| 1990                    | 史蒂芬·亨得利（蘇格蘭）     | 吉米·怀特（英格兰）         | 18–12    | 1989–90   | 雪菲爾克鲁西布剧院                |
| 1991                    | 約翰·帕洛特（英格兰）       | 吉米·怀特（英格兰）         | 18–11    | 1990–91   | 雪菲爾克鲁西布剧院                |
| 1992                    | 史蒂芬·亨得利（蘇格蘭）     | 吉米·怀特（英格兰）         | 18–14    | 1991–92   | 雪菲爾克鲁西布剧院                |
| 1993                    | 史蒂芬·亨得利（蘇格蘭）     | 吉米·怀特（英格兰）         | 18–5     | 1992–93   | 雪菲爾克鲁西布剧院                |
| 1994                    | 史蒂芬·亨得利（蘇格蘭）     | 吉米·怀特（英格兰）         | 18–17    | 1993–94   | 雪菲爾克鲁西布剧院                |
| 1995                    | 史蒂芬·亨得利（蘇格蘭）     | 奈傑爾·邦德（英格兰）       | 18–9     | 1994–95   | 雪菲爾克鲁西布剧院                |
| 1996                    | 史蒂芬·亨得利（蘇格蘭）     | 彼得·艾伯頓（英格兰）       | 18–12    | 1995–96   | 雪菲爾克鲁西布剧院                |
| 1997                    | 肯·达赫蒂（爱尔兰）         | 史蒂芬·亨得利（蘇格蘭）     | 18–12    | 1996–97   | 雪菲爾克鲁西布剧院                |
| 1998                    | 约翰·希金斯（蘇格蘭）       | 肯·达赫蒂（爱尔兰）         | 18–12    | 1997–98   | 雪菲爾克鲁西布剧院                |
| 1999                    | 史蒂芬·亨得利（蘇格蘭）     | 马克·威廉姆斯（威尔士）     | 18–11    | 1998–99   | 雪菲爾克鲁西布剧院                |
| 2000                    | 马克·威廉姆斯（威尔士）     | 馬菲·史堤芬斯（威尔士）     | 18–16    | 1999–2000 | 雪菲爾克鲁西布剧院                |
| 2001                    | 罗尼·奥沙利文（英格兰）     | 约翰·希金斯（蘇格蘭）       | 18–14    | 2000–01   | 雪菲爾克鲁西布剧院                |
| 2002                    | 彼得·艾伯頓（英格兰）       | 史蒂芬·亨得利（蘇格蘭）     | 18–17    | 2001–02   | 雪菲爾克鲁西布剧院                |
| 2003                    | 马克·威廉姆斯（威尔士）     | 肯·达赫蒂（爱尔兰）         | 18–16    | 2002–03   | 雪菲爾克鲁西布剧院                |
| 2004                    | 罗尼·奥沙利文（英格兰）     | 格林美·杜特（蘇格蘭）       | 18–8     | 2003–04   | 雪菲爾克鲁西布剧院                |
| 2005                    | 肖恩·墨菲（英格兰）         | 馬菲·史堤芬斯（威尔士）     | 18–16    | 2004–05   | 雪菲爾克鲁西布剧院                |
| 2006                    | 格林美·杜特（蘇格蘭）       | 彼得·艾伯頓（英格兰）       | 18–14    | 2005–06   | 雪菲爾克鲁西布剧院                |
| 2007                    | 约翰·希金斯（蘇格蘭）       | 马克·塞尔比（英格兰）       | 18–13    | 2006–07   | 雪菲爾克鲁西布剧院                |
| 2008                    | 罗尼·奥沙利文（英格兰）     | 阿里·卡特（英格兰）         | 18–8     | 2007–08   | 雪菲爾克鲁西布剧院                |
| 2009                    | 约翰·希金斯（蘇格蘭）       | 肖恩·墨菲（英格兰）         | 18–9     | 2008–09   | 雪菲爾克鲁西布剧院                |
| 2010                    | 尼爾·羅伯森（澳大利亚）     | 格林美·杜特（蘇格蘭）       | 18–13    | 2009–10   | 雪菲爾克鲁西布剧院                |
| 2011                    | 约翰·希金斯（蘇格蘭）       | 贾德·特朗普（英格兰）       | 18–15    | 2010–11   | 雪菲爾克鲁西布剧院                |
| 2012                    | 罗尼·奥沙利文（英格兰）     | 阿里·卡特（英格兰）         | 18–11    | 2011–12   | 雪菲爾克鲁西布剧院                |
| 2013                    | 罗尼·奥沙利文（英格兰）     | 巴里·霍金斯（英格兰）       | 18–12    | 2012–13   | 雪菲爾克鲁西布剧院                |
| 2014                    | 马克·塞尔比（英格兰）       | 罗尼·奥沙利文（英格兰）     | 18–14    | 2013–14   | 雪菲爾克鲁西布剧院                |
| 2015                    | 史超活·冰咸（英格兰）       | 肖恩·墨菲（英格兰）         | 18–15    | 2014–15   | 雪菲爾克鲁西布剧院                |
| 2016                    | 马克·塞尔比（英格兰）       | 丁俊晖（中国）              | 18–14    | 2015–16   | 雪菲爾克鲁西布剧院                |
| 2017                    | 马克·塞尔比（英格兰）       | 约翰·希金斯（蘇格蘭）       | 18–15    | 2016–17   | 雪菲爾克鲁西布剧院                |
| 2018                    | 马克·威廉姆斯（威尔士）     | 约翰·希金斯（蘇格蘭）       | 18–16    | 2017–18   | 雪菲爾克鲁西布剧院                |
| 2019                    | 贾德·特朗普（英格兰）       | 约翰·希金斯（蘇格蘭）       | 18–9     | 2018–19   | 雪菲爾克鲁西布剧院                |
| 2020                    | 罗尼·奥沙利文（英格兰）     | 奇倫·威爾森（英格兰）       | 18–8     | 2019–20   | 雪菲爾克鲁西布剧院                |
| 2021                    | 馬克·塞爾比（英格兰）       | 肖恩·墨菲（英格兰）         | 18–15    | 2020–21   | 雪菲爾克鲁西布剧院                |
| 2022                    | 罗尼·奥沙利文（英格兰）     | 贾德·特朗普（英格兰）       | 18–13    | 2021–22   | 雪菲爾克鲁西布剧院                |
| 2023                    | 路卡·布里塞爾（比利时）     | 馬克·塞爾比（英格兰）       | 18–15    | 2022–23   | 雪菲爾克鲁西布剧院                |
| 2024                    | 奇倫·威爾森（英格兰）       | 傑克·瓊斯（威尔士）         | 18–14    | 2023–24   | 雪菲爾克鲁西布剧院                |
| 2025                    | 赵心童（中国）              | 馬克·威廉斯（威尔士）       | 18–12    | 2024-25   | 雪菲爾克鲁西布剧院                |

## 夺冠次数统计
| ‡ | 挑战赛                                                    |
| * | 世界职业对抗赛 World Professional Match-play Championship |

| 选手                        | 获得冠军次数 | 年份                                                                                     | 现状               | 来源          |
| --------------------------- | ------------ | ---------------------------------------------------------------------------------------- | ------------------ | ------------- |
| 乔·戴维斯（英格兰）         | 15           | 1927，1928，1929，1930，1931，1932，1933，1934，1935，1936，1937，1938，1939，1940，1946 | 1978年7月10日逝世  | [ 11 ] [ 12 ] |
| 佛雷德·戴維斯（英格兰）     | 8            | 1948，1949，1951，1952*，1953*，1954*，1955*，1956*                                      | 1998年4月16日逝世  | [ 13 ]        |
| 約翰·普爾曼（英格兰）       | 8            | 1957*，1964‡，1964‡，1965‡，1965‡，1965‡，1966‡，1968‡                                   | 1998年12月25日逝世 | [ 13 ]        |
| 史蒂芬·亨得利（蘇格蘭）     | 7            | 1990，1992，1993，1994，1995，1996，1999                                                 | 退役               | [ 3 ]         |
| 罗尼·奥沙利文（英格兰）     | 7            | 2001，2004，2008，2012，2013，2020，2022                                                 | 现役               | [ 14 ]        |
| 雷·里尔顿（威尔士）         | 6            | 1970，1973，1974，1975，1976，1978                                                       | 2024年7月19日逝世  | [ 15 ]        |
| 史蒂夫·戴维斯（英格兰）     | 6            | 1981，1983，1984，1987，1988，1989                                                       | 退役               | [ 16 ]        |
| 约翰·希金斯（蘇格蘭）       | 4            | 1998，2007，2009，2011                                                                   | 现役               | [ 17 ]        |
| 马克·塞尔比（英格兰）       | 4            | 2014，2016，2017，2021                                                                   | 现役               | [ 18 ]        |
| 马克·威廉姆斯（威尔士）     | 3            | 2000，2003，2018                                                                         | 现役               | [ 19 ]        |
| 約翰·史賓塞（英格兰）       | 3            | 1969，1971，1977                                                                         | 2006年7月11日逝世  | [ 20 ]        |
| 沃爾特·唐納森（蘇格蘭）     | 2            | 1947，1950                                                                               | 1973年5月24日逝世  | [ 13 ]        |
| 亞歷克斯·希金斯（北爱尔兰） | 2            | 1972，1982                                                                               | 2010年7月24日逝世  | [ 21 ]        |

## 备注
1. ↑  第二次世界大战爆发。[9]